# Флорін Чезар Крачюн
Флорін Чезар Крачюн (рум. Florin Cezar Crăciun, 27 червня 1989, Корабія) — румунський бобслеїст, розганяючий, виступає за збірну Румунії з 2008 року. Двічі брав участь у зимових Олімпійських іграх у 2010 та 2014 роках. Багаторазовий переможець національних першостей, кубків Європи та Північної Америки.
У Ванкувері його двійка під пілотуванням Ніколае Істрате фінішувала одинадцятою, четвірка — п'ятнадцятою. В Сочі його двійка фінішувала сімнадцятою, а четвірка — двадцять четвертою.